# Alaptus
Alaptus är ett släkte av steklar som beskrevs av John Obadiah Westwood 1839. Alaptus ingår i familjen dvärgsteklar.

## Dottertaxa tillAlaptus, i alfabetisk ordning[1][2]
- Alaptus aegyptiacus
- Alaptus ah
- Alaptus animus
- Alaptus antennatus
- Alaptus antillanus
- Alaptus apterus
- Alaptus auranti
- Alaptus aureus
- Alaptus bidentatus
- Alaptus borinquensis
- Alaptus caecilii
- Alaptus delhiensis
- Alaptus eriococci
- Alaptus extremus
- Alaptus fructuosus
- Alaptus fusculus
- Alaptus globosicornis
- Alaptus globularis
- Alaptus iceryae
- Alaptus immaturus
- Alaptus inciliatus
- Alaptus intonsipennis
- Alaptus longicaudatus
- Alaptus maccabei
- Alaptus magnanimus
- Alaptus magnus
- Alaptus maidli
- Alaptus malchinensis
- Alaptus minimus
- Alaptus minutus
- Alaptus muelleri
- Alaptus newtoni
- Alaptus novickyi
- Alaptus oh
- Alaptus pallidornis
- Alaptus pechlaneri
- Alaptus priesneri
- Alaptus psocidivorus
- Alaptus pusillus
- Alaptus pygidialis
- Alaptus quadratus
- Alaptus ramakrishnai
- Alaptus reticulatipennis
- Alaptus richardsi
- Alaptus schmitzi
- Alaptus stammeri
- Alaptus tritrichosus